# 행당동
행당동(杏堂洞)은 대한민국 서울특별시 성동구의 법정동이다.

## 개요
행당동은 교통의 요충지로 왕십리 부도심권 개발계획 및 민자역사 완공으로 성동구 행정타운과 문화 체육시설등 편의시설을 쉽고 편리하게 접근할 수 있는 지역적 특성을 가지고 있다. 동명의 유래는 1894년 갑오개혁 때부터 칭해 내려온 것으로, 행당초등학교 동쪽산 일대 아기씨당(堂)이 위치한 곳에 예부터 살구나무와 은행나무가 많이 심어져 있어서 붙여진 이름이다. 조선초에는 한성부 성저 10리에 속했는데, 이 마을이 질펀한 들에 있는 마을이라 하여 ‘진펄리’ 또는 ‘진팔리’라 하였으며 영조 때에는 한성부남부 두모방 신촌리계에 속했으며, 갑오개혁 때에는 한성부 남서(南署)두모방(성외)신촌리계의 행당리동ㆍ전관1ㆍ2계의 전관동으로 되었다. 1911년 경성부 두모면 행당리 전관동으로 되었으며, 1914년 경기도 고양군 한지면 행당리 전관동이 되었다. 그 뒤 1936년 경성부에 소속시켜 행당정이 되었으며, 1943년 앞서 동대문 출장소가 동대문구와 성동구로 나뉘어 행당동은 성동구에 속하였다. 1946년 일제식 동명을 모두 없앨 때 행당동이 되어 오늘에 이르고 있다. 1970년 5월 5일에 행응동은 폐지되어 응봉동사무소로 분할되고 행당동은 행당1.2.3동으로 분동되었다가 1980년 7월 1일 현재의 행정구역으로 개편되었다.

## 법정동
- 행당동

## 교육
- 서울행당초등학교
- 서울행현초등학교
- 무학중학교
- 무학여자고등학교

## 교통
- ● 수도권 전철 경의·중앙선
  - 왕십리역
- ● 서울 지하철 2호선
  - 왕십리역
- ● 수도권 전철 5호선
  - 행당역 - 왕십리역
- ● 수도권 전철 수인·분당선
  - 왕십리역

## 문화
- 정월대보름 척사대회

## 자매결연
- 충청남도 서천군 서천읍

## 아파트
| 단지명           | 건설사       | 시행사                             | 주소           | 입주        | 비고 |
| ---------------- | ------------ | ---------------------------------- | -------------- | ----------- | ---- |
| 행당대림         | 대림산업     | 하왕2-1구역 재개발조합             | 행당로 79      | 2000년 11월 |      |
| 서울숲리버뷰자이 | 지에스건설㈜ | 행당제6구역 주택재개발정비사업조합 | 고산자로2길 65 | 2018년 6월  |      |